# Bombus sulfureus
Bombus sulfureus (saknar svenskt namn) är en insekt i överfamiljen bin (Apoidea) och släktet humlor (Bombus) som lever i Sydvästasien.

## Beskrivning
Bombus sulfureus har en iögonfallande färgteckning: Hela kroppen är orange med undantag för det svarta huvudet och ett likaledes svart tvärstreck över mellankroppen, mellan vingfästena. Den enda humleart i området som den kan förväxlas med är Bombus fragrans; denna har emellertid en svart bakkroppsspets.

## Ekologi
Arten är sällsynt, och lever i bergen på höjder mellan 1 000 och 2 500 m; i Iran kan den dock gå upp till 3 000 m. Den föredrar öppen terräng som torra bergsstäpper, och besöker framför allt blommande växter från salviasläktet, klöversläktet, vedelsläktet och ulltistlar.

## Utbredning
Bombus sulfureus lever i Turkiet och norra Iran.